# Ararat Mirsojan

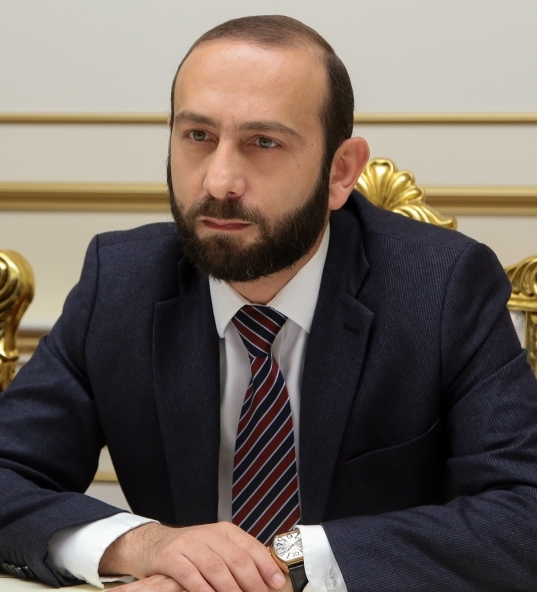
Ararat Mirsojan (2019)

Ararat Mirsojan (armenisch Արարատ Սամվելի Միրզոյան, englisch Ararat Mirzoyan, * 23. November 1979 in Jerewan, Armenische SSR, Sowjetunion) ist ein armenischer Politiker und Historiker. Seit dem 19. August 2021 dient er als Armeniens Außenminister im dritten Paschinjan-Kabinett.
Mirsojan war ein enger Mitstreiter des späteren Premierministers Nikol Paschinjan während der Samtenen Revolution in Armenien 2018, woraufhin er vom Mai 2018 bis zum Januar 2019 Erster Vizepremierminister im ersten Paschinjan-Kabinett wurde. Zwischen 2017 und 2021 war er Abgeordneter der Nationalversammlung für die Partei Zivilvertrag, zunächst im Bündnis Jelk, zuletzt in Paschinjans Bündnis der Mein-Schritt-Allianz (IKD), und fungierte vom 14. Januar 2019 bis 2021 als Parlamentspräsident.

## Werdegang
Im Jahr 2000 erhielt Mirsojan einen ersten Studienabschluss an der Historischen Fakultät der Staatlichen Universität Jerewan. 2002 folgte sein Masterabschluss als Historiker an derselben Fakultät. Anschließend studierte er an der Staatlichen Management-Akademie der Republik Armenien und erhielt so 2004 einen Abschluss als Staatsangestellter und Spezialist für öffentliche Verwaltung und lokale Selbstverwaltung.
Zwischen 2003 und 2005 war er Nachwuchsforscher des Museums-Instituts für den Völkermord an den Armeniern der Armenischen Nationalen Akademie der Wissenschaften. 2005 wurde er "Kandidat der Geschichtswissenschaften" an der Akademie der Wissenschaften.
Von 2005 bis 2007 war Mirsojan Chefarchivar der Abteilung für gesellschaftspolitische Dokumente des Nationalarchivs von Armenien. Es folgte seine Tätigkeit als Spezialist bei der "HSBC Bank Armenia" bis 2010.
2011 und 2012 war er als Analyst der russischen Nachrichtenagentur "Regnum" tätig, welche auch einen Zweig in Jerewan unterhält. Anschließend war er bis 2013 Koordinator des Programms der Internationalen Stiftung für Wahlsysteme (IFES) zur Wählerinformation. Daneben war er zwischen Oktober 2012 und Februar 2013 als Dozent an der Staatlichen Universität Jerewan angestellt.
In den Jahren 2013 bis 2015 leitete er eine Forschungsgruppe der Initiative „Aurora und 100 Leben“ der Stiftung „Entwicklungsinitiativen Armeniens“ (IDEA). Als Experte für politische Parteien und strategische Planung war Mirsojan zwischen 2014 und 2017 für das Niederländische Institut für Mehrparteiendemokratie (NIMD) tätig.
Seine politische Karriere begann 2015, als er Gründungsmitglied von Nikol Paschinjans liberaler Partei Zivilvertrag wurde. Seit 2016 ist er im Parteivorstand. Bei der Parlamentswahl in Armenien 2017 schaffte Mirsojan den Einzug als Abgeordneter in die Nationalversammlung. Die Abgeordneten der Partei Zivilvertrag gehörten dem Bündnis Jelk an, dessen Fraktionsmitglied Mirsojan wurde. Zudem gehörte er dem Ständigen Ausschuss für Wissenschaft, Bildung, Kultur, Jugend und Sport an.
2018 gelang es Paschinjan, die sogenannte Samtene Revolution zu initiieren, welche durch landesweite Massendemonstrationen gegen Korruption die Regierung der Republikanischen Partei Armeniens zum Rücktritt zwang. Als Paschinjan im Mai 2018 zum neuen Premierminister einer Minderheitsregierung gewählt wurde, wurde Ararat Mirsojan als Erster Vizepremierminister in dessen Kabinett berufen (siehe Kabinett Paschinjan I).
Bei der vorgezogenen Parlamentswahl in Armenien 2018 wurde Mirsojan über die territoriale Wahlliste des Wahlkreises Nr. 3 des Parteienbündnisses Mein-Schritt-Allianz (IKD) erneut ins Parlament gewählt. Zeitgleich mit der Aufgabe des Vizepremierministeramtes wurde er am 14. Januar 2019 zum Präsidenten der Nationalversammlung gewählt. Er übte das Amt bis zur vorgezogenen Parlamentswahl in Armenien 2021 aus, bei welcher er nicht mehr zur Wahl antrat. Sein Nachfolger als Parlamentspräsident wurde sein Parteikollege Alen Simonjan.
Am 19. August 2021 wurde Mirsojan zum Außenminister Armeniens ernannt.

## Schwerer Angriff nach Unterzeichnung des Abkommens zur Beendigung des Bergkarabachkrieges
Nachdem am späten Abend des 9. November 2020 bekannt gegeben wurde, dass Premierminister Paschinjan gemeinsam mit Russland und Aserbaidschan ein Abkommen zur Beendigung des Krieges in Bergkarabach unterzeichnet hatte, das von vielen als Kapitulation der armenischen Seite verstanden wurde, kam es noch in derselben Nacht zu einem schweren Angriff auf Mirsojan. Ein wütender Mob zog ihn unter Anwesenheit seines Kindes aus dem Auto. Sie verlangten zu erfahren, wo Paschinjan sei und verprügelten Mirsojan bis zur Bewusstlosigkeit. Er musste im Krankenhaus operiert werden, war jedoch außer Lebensgefahr. Neben diesem Angriff stürmten wütende Armenier auch das Parlamentsgebäude. Paschinjan bezeichnete die Angreifer auf Mirsojan als „Schurken“ und verurteilte die Unruhen öffentlich in einer Live-Übertragung.

## Ehrungen und Auszeichnungen
- 2016: Ehrenurkunde des Verteidigungsministeriums der Republik Armenien[1]

## Privates
Mirsojan ist verheiratet und hat zwei Kinder.